# Phoebemima aequatoria
Phoebemima aequatoria là một loài bọ cánh cứng trong họ Cerambycidae.